# آندری آماتونی
آندری تسولاکی آماتونی (ارمنی: Անդրեյ Ցոլակի Ամատունի؛ زادهٔ ۱۰ ژانویهٔ ۱۹۲۸ - درگذشته ۱۰ اکتبر ۱۹۹۹) یک فیزیکدان و استاد اهل ارمنستان بود.

## زندگی‌نامه
در ۱۰ ژانویهٔ ۱۹۲۸ در لنینگراد به دنیا آمد و از دانشکده فیزیک دانشگاه دولتی مسکو (۱۹۷۲) و دانشگاه دولتی مسکو فارغ‌التحصیل شد. وی عضو فرهنگستان ملی علوم ارمنستان بود. وی همچنین برنده نشان پرچم سرخ کار، نشان انقلاب اکتبر، نشان دوستی و دانشمند شایسته ارمنستان شوروی () شده است. وی در ۱۰ اکتبر ۱۹۹۹ در سن ۷۱ سالگی در ایروان درگذشت.

## یادداشت
1. ↑  ֆիզիկամաթեմատիկական գիտությունների դոկտոր
2. ↑  Սերգեյ Տյաբլիկով